# Aanslag op moskeegangers in Londen op 19 juni 2017
Bij de aanslag op moskeegangers in Londen op 19 juni 2017 reed een bestelbus kort na middernacht in op moskeegangers in de wijk Finsbury Park in het noorden van Londen. Bij de aanslag vielen één dode en tien gewonden. Het dodelijke slachtoffer zou naar verluidt al voor de aanslag om het leven zijn gekomen doordat het slachtoffer in elkaar zakte door een beroerte. Na een onderzoek van de politie naar de doodsoorzaak van het omgekomen slachtoffer is gebleken dat het slachtoffer daadwerkelijk overleden is aan de verwondingen die waren opgelopen bij de aanslag. De dader zou islamofobe leuzen hebben geroepen.

## Achtergrond
Groot-Brittannië heeft in 2017 al eerder met aanslagen te maken gehad. Op 22 maart reed een auto in op voetgangers op de Westminster Bridge en stak de dader in op politieagenten bij het Britse parlement. Op 22 mei blies een zelfmoordterrorist zich op tijdens een concert van Ariana Grande in de Manchester Arena. Vervolgens werd op 3 juni weer een aanslag in Londen gepleegd waarbij weer een bestelbus op voetgangers werd ingereden en mensen werden neergestoken. Telkens waren de aanslagen in Londen uitsluitend uit naam van de islam.

## Verloop
Omstreeks 12.20 uur in de ochtend reed een bestelbus in de wijk Finsbury Park op voetgangers in die vanwege de Ramadan een moskee hadden bezocht. Juist vanwege de Ramadan was het drukker op straat. De bestelbus raakte elf mensen, waarvan er één later overleed. Tien mensen raakten gewond, acht gewonden werden naar een ziekenhuis gebracht terwijl twee gewonden ter plaatse werden behandeld. De chauffeur van de bestelbus werd overmeesterd door omstanders en vervolgens door de politie ingerekend. Hij raakte zelf ook gewond en werd naar een ziekenhuis gebracht.

## Reacties
De burgemeester van Londen Sadiq Khan noemde het incident een 'terroristische daad' gericht tegen onschuldige burgers in Londen. De politie van Londen ging ook uit van een potentiële terreurdaad.